# Willi Hack
Willi Hack (ur. 26 marca 1912 w Reutlingen, zm. 26 lipca 1952 w Dreźnie) – zbrodniarz nazistowski, komendant niemieckiego obozu pracy Berga/Elster oraz SS-Obersturmführer.
Od 1943 do listopada 1944 kierował fabryką silników lotniczych oraz rakiet V2 w Niedersachswerfen, podobozie KL Mittelbau-Dora. Od listopada 1944 do kwietnia 1945 był komendantem obozu pracy (Arbeitslager) Berga/Elster, gdzie znajdowały się podziemne fabryki amunicji. W obozie więziono między innymi ponad 350 jeńców amerykańskich pochodzenia żydowskiego, a także kierowano tu więźniów z Buchenwaldu. Przynajmniej 70 jeńców amerykańskich zginęło wskutek chorób, wygłodzenia i maltetowania.
W 1947 został rozpoznany i aresztowany w mieście Zwickau. W latach 1949–1951 toczyła się seria rozpraw Hacka przed wschodnioniemieckimi sądami w Zwickau i Berlinie, w wyniku których został on skazany na karę śmierci. Uznano go za odpowiedzialnego za śmierć setek więźniów w obozach Niedersachswerfen i Berga/Elster. Wyrok wykonano w więzieniu w Dreźnie 26 lipca 1952.